# Corel VideoStudio
VideoStudio è un software per l'editing video non lineare sviluppato da Corel, e distribuito in due versioni: Pro X8.5 e Ultimate X8.5.

## Requisiti minimi di sistema
- Sistema operativo Windows 8, Windows 7, Windows Vista service e Windows XP con service pack 3
- Intel Core Duo 1.83 GHz o AMD Dual Core 2.00 GHz (consigliati Intel Core i5 o i7 o AMD Phenom II X6 o X8)
- 2 GB di RAM (consigliati 4 GB di RAM e 1 GB di VRAM)
- Scheda video con risoluzione minima 1024 x 768

## Supporto di formati video/audio in ingresso
- Video: AVI, MPEG-1, MPEG-2, AVCHD, MPEG-4, H.264, BDMV, DV, HDV, DivX, QuickTime, RealVideo, Windows Media Format, MOD (JVC MOD File Format), M2TS, M2T, TOD, 3GPP, 3GPP2
- Audio: Dolby Digital Stereo, Dolby Digital 5.1, MP3, MPA, WAV, QuickTime, Windows Media Audio
- Immagini: BMP, CLP, CUR, EPS, FAX, FPX, GIF, ICO, IFF, IMG, J2K, JP2, JPC, JPG, PCD, PCT, PCX, PIC, PNG, PSD, PSPImage, PXR, RAS, RAW, SCT, SHG, TGA, TIF, UFO, UFP, WMF
- Disco: DVD, Video CD (VCD), Super Video CD (SVCD)

## Supporto formati video/audio in uscita
- Video: AVI, MPEG-2, AVCHD, MPEG-4, H.264, BDMV, HDV, QuickTime, RealVideo, Windows Media Format, 3GPP, 3GPP2, FLV
- Audio: Dolby Digital Stereo, Dolby Digital 5.1, MPA, WAV, QuickTime, Windows Media Audio, Ogg Vorbis
- Immagini: BMP, JPG
- Disco: DVD (DVD-Video/DVD-R/AVCHD), Blu-ray Disc (BDMV)
- Supporti: CD-R/RW, DVD-R/RW, DVD+R/RW, DVD-R Dual Layer, DVD+R Double Layer, BD-R/RE

## Funzionalità
Il software permette all'utente di creare video con effetto 3D, sia in modalità anaglifica che nella recente modalità polarizzata. Tra le opzioni incluse vi è quella della creazione automatica di video in stop motion, e l'impostazione di clip create direttamente dall'utilizzatore con uno strumento di disegno animato, che si traduce in un'animazione corrispondente al movimento del pennello sullo schermo che dà vita all'immagine creata. Vi è anche un'opzione che permette il caricamento diretto su servizi di condivisione web come YouTube senza accedere dal browser.

## Interfaccia
Lo spazio di lavoro è costituito da una timeline multitraccia, nella quale si possono sovrapporre oltre al video principale numerose tracce con effetti audio, testo e video. L'anteprima video è composta da un'unica finestra che funziona sia da anteprima sorgente che da anteprima del montato. I ritagli possono essere effettuati sia tramite mouse che tramite tastiera, ed è presente una funzione chiamata "ritagli multipli" con la quale è possibile estrarre una serie di clip da un video e vederle importate in sequenza direttamente sulla timeline.